# Óndra Łysohorsky
Óndra Łysohorsky, właściwie Erwin Goj (ur. 6 czerwca 1905 we Frydku, zm. 19 grudnia 1989 w Bratysławie) – śląski pisarz, poeta, tłumacz literatury, filolog, twórca literackiego języka laskiego.

## Etymologia pseudonimu
Óndra Łysohorsky znaczy tyle co Ondraszek Łysogórski, to pseudonim i manifest literacki Goja. Pochodzi on od legendarnego, operującego w okolicy Łysej Góry, beskidnika (zbójnika) Ondraszka, o którym pisał później też inny śląski autor, Gustaw Morcinek. Ondraszek był łysogórskim odpowiednikiem Robin Hooda lub Janosika.

## Życiorys
Jego prawdziwe imię i nazwisko to Erwin Goj. Erwin Goj był 9. dzieckiem w rodzinie górnika (Józefa Goja) i tkaczki, uczęszczał do niemieckich gimnazjów: we Frydku-Mistku (1916–1919 i 1921–1922), w Boguminie (1921) i w Ostrawie (1922–1924), które zakończył maturą w 1924, a następnie studiował językoznawstwo, literaturę i filozofię (1924–1928) i doktoryzował się z filozofii w 1928 na Uniwersytecie Karola w Pradze, tam też studiował w latach 1928–1929 slawistykę. Po studiach spędził 6 miesięcy jako stypendysta we Włoszech, po czym pracował jako nauczyciel gimnazjalny na zmianę w słowackich i niemieckich gimnazjach w Kremnicy (słowac. 1930), w Bratysławie (niem. 1931–1935 i 1937–1938) i Ostrawie (niem. 1935–36), a następnie w Trnawie (słowac. 1936–37) i Bratysławie (słowac. 1938–1939).
Swoje pierwsze utwory literackie (wiersze) publikował w 1926 r. (pod wpływem Friedricha Hölderlina) po niemiecku. W 1931 r. zebrał i opublikował Wiersze i Ballady laskie, systematyzując jednocześnie kodyfikację tego języka i tworząc w nim pierwsze pisane utwory literackie w ogóle. Czesi podsumowali jego twórczość artykułem Ondra Lysohorsky, czyli Kożdoń na Parnasie. W latach 1936–1938 skupił wokół siebie grupę publicystów i poetów, określaną jako Laska perspektywa, promujących ideę narodu i języka laskiego.
W sierpniu 1939 wyemigrował do Polski, potem we wrześniu 1939 zbiegł przed Niemcami do ZSRR i został tam członkiem Związku Pisarzy Radzieckich i wykładowcą uniwersyteckim języka niemieckiego, m.in. w wyższej szkole pedagogicznej w Taszkencie. W ZSRR przetłumaczono na rosyjski i wydano w owym czasie (1939–1943) cztery tomiki jego poezji. Tłumaczami jego poezji na rosyjski byli tak znani rosyjscy pisarze jak np. Borys Pasternak. Od 1943 r. był członkiem Komitetu Wszechsłowiańskiego i z tej to pozycji wystąpił z prośbą do wielkiego językoznawcy Stalina o wsparcie dla języka laskiego i przeciw uciskowi ze strony Czechów. Wówczas profesor Radzieckiej Akademii Nauk Saliszew orzekł bezapelacyjnie, iż język laski nie jest odrębnym językiem, lecz czeskim dialektem, a Lachowie nie są odrębnym narodem.
W 1946 Goj wrócił do Czechosłowacji i osiadł w Bratysławie, gdzie pracował początkowo jako nauczyciel w gimnazjum (do 1950), a następnie jako bibliotekarz, w dziale literatury radzieckiej i obcojęzycznej biblioteki uniwersyteckiej. W tym czasie uwikłał się w konflikt z władzami komunistycznymi, które uważały go za laskiego wywrotowca i separatystę, gdyż jego laskie utwory często krytykowały nowe komunistyczne porządki. Konflikt między Gojem a czeską partią komunistyczną posunął się tak dalece, że konfiskowano i usuwano z bibliotek jego książki, by usunąć Goja całkowicie z pamięci narodu. Blokowano również starania naukowe Łysohorskiego, starano się nawet pozbawić go prawa wykonywania zawodu nauczyciela. Pod tak masywną presją komunistów, Goj czuł się zmuszony ponownie prosić bezpośrednio Stalina o pomoc. Tylko interwencja tego ostatniego sprawiła, że Goj mógł pozostać nauczycielem, przewodniczącym lokalnego związku pisarzy. W połowie lat 50. objął katedrę filologii na Uniwersytecie Komeńskiego w Bratysławie, gdzie w 1960 został docentem. W latach 60. udało mu się wydać pełny zbiór swej laskiej poezji.
Łysohorsky wykładał gościnnie na wydziałach slawistyki w zachodniej Europie, był nawet nominowany do nagrody Nobla (1970), zdobywając tym popularność na świecie. Tym niemniej gros jego laskich utworów nie zostało opublikowanych ani w Czechosłowacji, ani w Polsce, a Goj jest w obu krajach w ogóle mało znany.

## Dzieła (wybór)
- Einsicht und Aussicht: Nachfeier des Goethe-Centenariums (1932)
- Spjewajuco piaść (1934)
- Hłos hrudy (Głos ziemi) (1935)
- Wybrane wérše (Wybrane wiersze)(1936), Ołomuniec (1936)
- Lašsko poezyja 1931-1937
- Pesň o matěri (1942)
- Zemlja moja (1942)
- Aj lašske řéky płynu do mořa (1958)
- Brázdou z vesmíru (1960)
- Lachische Gedichte Berlin, wydawnictwo: Volk und Welt (1960)
- Danksagung Lipsk, wydawnictwo: Insel (1961)
- Jediný pohár Praha (1964)
- Ich reif in meiner Zeit – Gedichte, Berlin, wydawnictwo: Union (1978)
- Lašsko poezyja 1931-1977, Kolonia, wydawnictwo: Böhlau (1988)
- Spiwajuco piaść, Zabrze, Narodowa Oficyna Śląska (2009)
- Aj laszske rzeky płynu do morza, Zabrze, Narodowa Oficyna Śląska (2014)